# Eduardo Esteban Martínez
Eduardo Esteban Martínez (* 25. September 1961 in Necochea) ist ein ehemaliger argentinischer Volleyball- und Beachvolleyballspieler und Teilnehmer an vier Olympischen Spielen.

## Karriere Halle
Martínez spielte in den 1980er Jahren Volleyball in seiner Heimat bei Ferro Carril Oeste, mit dem er mehrfach argentinischer Meister wurde. Mit der argentinischen Nationalmannschaft gewann er 1982 bei der Weltmeisterschaft im eigenen Land die Bronzemedaille. 1984 belegte er den sechsten Platz bei den Olympischen Spielen in Los Angeles und 1988 gewann er bei den Olympischen Spielen in Seoul die Bronzemedaille.

## Karriere Beach
Seit 1992 spielte Martínez Beachvolleyball auf der FIVB World Tour. Bis 2000 bildete er ein Duo mit Martín Conde. Martínez/Conde erreichten 1996, 1997 und 1998 jeweils einen Sieg bei der World Tour. Bei den Olympischen Spielen in Atlanta kamen sie 1996 auf den 13. Platz. 2000 in Sydney wurden sie Neunte. Außerdem nahmen sie je an zwei Weltmeisterschaften teil. 2001 spielte Martínez mit José Salema unter anderem bei der WM in Klagenfurt. Nach einem kurzen Comeback 2005 beendete Martínez seine internationale Karriere.